# Capitolijnse Venus
De Capitolijnse Venus is een iets meer dan levensgroot marmeren beeld van de godin Venus dat deel uitmaakt van de collectie van de Capitolijnse Musea in Rome. Dit werk uit de tijd van de Adoptiefkeizers is terug te voeren op de beroemde Aphrodite van Cnidus van Praxiteles. De Venus in Rome maakt deel uit van een reeks van ongeveer 100 vrijwel identieke kopieën waarvoor de term Capitolijnse Venus ook als typenaam gebruikt wordt. Over het origineel dat hieraan ten basis ligt, bestaat veel onduidelijkheid. Waarschijnlijk gaat het om een laat-Hellenistische variant op Praxiteles' Aphrodite.

## Herkomst
De Capitolijnse Venus werd tijdens het pontificaat van Clemens X gevonden in de tuin van de familie Stanzi in de nabijheid van de San Vitale op de Viminaal. In 1752 kocht paus Benedictus XIV het beeld van de Stanzi's en schonk het aan de Capitolijnse Musea, waar het een eigen ruimte kreeg, het Gabinetto della Venere ("Kabinet van Venus"), in het Palazzo Nuovo.
Het Verdrag van Tolentino tussen Frankrijk en de Pauselijke Staat stelde Napoleon in staat het beeld mee te nemen naar Parijs, waar hij door Joseph Chinard een kopie liet maken die zich nu in het Kasteel van Compiègne bevindt. Pas in 1816 zou het beeld terugkeren in Rome.

## Voorstelling
Praxiteles maakte zijn Aphrodite rond 360 voor Christus voor een tempel in Cnidus tegenover het eiland Kos. Het was een van de eerste levensgrote, volledig naakte vrouwenbeelden in de klassieke tijd. De vele kopieën die van dit beeld gemaakt zijn, behoren tot het type Venus pudica (kuise Venus), omdat Venus probeert haar naaktheid te verbergen na het nemen van een bad. De Capitolijnse Venus verschilt op een aantal punten van het origineel: de haardracht is rijker uitgewerkt, de stand van de benen is omgedraaid en Venus gebruikt beide handen om haar lichaam te bedekken. Naast de godin staat een met een doek bedekt hydria, een kruik die gebruikt werd om water te halen.

## Bekende andere versies

### Campo Iemini Venus
De Britse archeoloog Robert Fagan vond dit beeld in de lente van 1792 tijdens de opgraving van een Romeinse villa in Campo Iemini (Lazio). Dit onderzoek stond onder bescherming van August Frederik van Sussex, die de Venus in bezit kreeg en aan zijn broer, de latere koning George IV gaf. Na diens dood schonk zijn broer en troonopvolger Willem IV het beeld aan het British Museum, waar het zich nog altijd bevindt. Het beeld is waarschijnlijk gerestaureerd door een vriend van Fagan, de beeldhouwer John Deare, toen het beeld zich in 1796 in zijn atelier in Rome bevond.

### Borghese Venus
Sinds 1609 bezat de familie Borghese een stuk land in Acqua Traversa iets ten noorden van Rome waar Lucius Verus waarschijnlijk ooit een villa bezat. Van de zeventiende tot de negentiende eeuw werden dan ook verschillende archeologische vondsten gedaan, waaronder, in 1650, een beeld van Venus. Napoleon kocht dit beeld in 1807 uit de Borghese collectie en bracht het over naar het Louvre. De zogenaamde Borghese Venus wordt vergezeld door een Cupido en een dolfijn, twee klassieke attributen van de godin. Waarschijnlijk zijn dit toevoegingen van de Romeinse kopiist. 
Het Louvre bezit nog een tweede variant van de Capitolijnse Venus die sterk op de Borghese Venus lijkt, maar met een verschillende pose van Cupido en de dolfijn. Dit beeld is gevonden in Anzio en maakte deel uit van de collectie van de Italiaanse verzamelaar Giampietro Campana. Napoleon III verwierf het beeld in 1861 voor het Louvre.

## Afbeeldingen

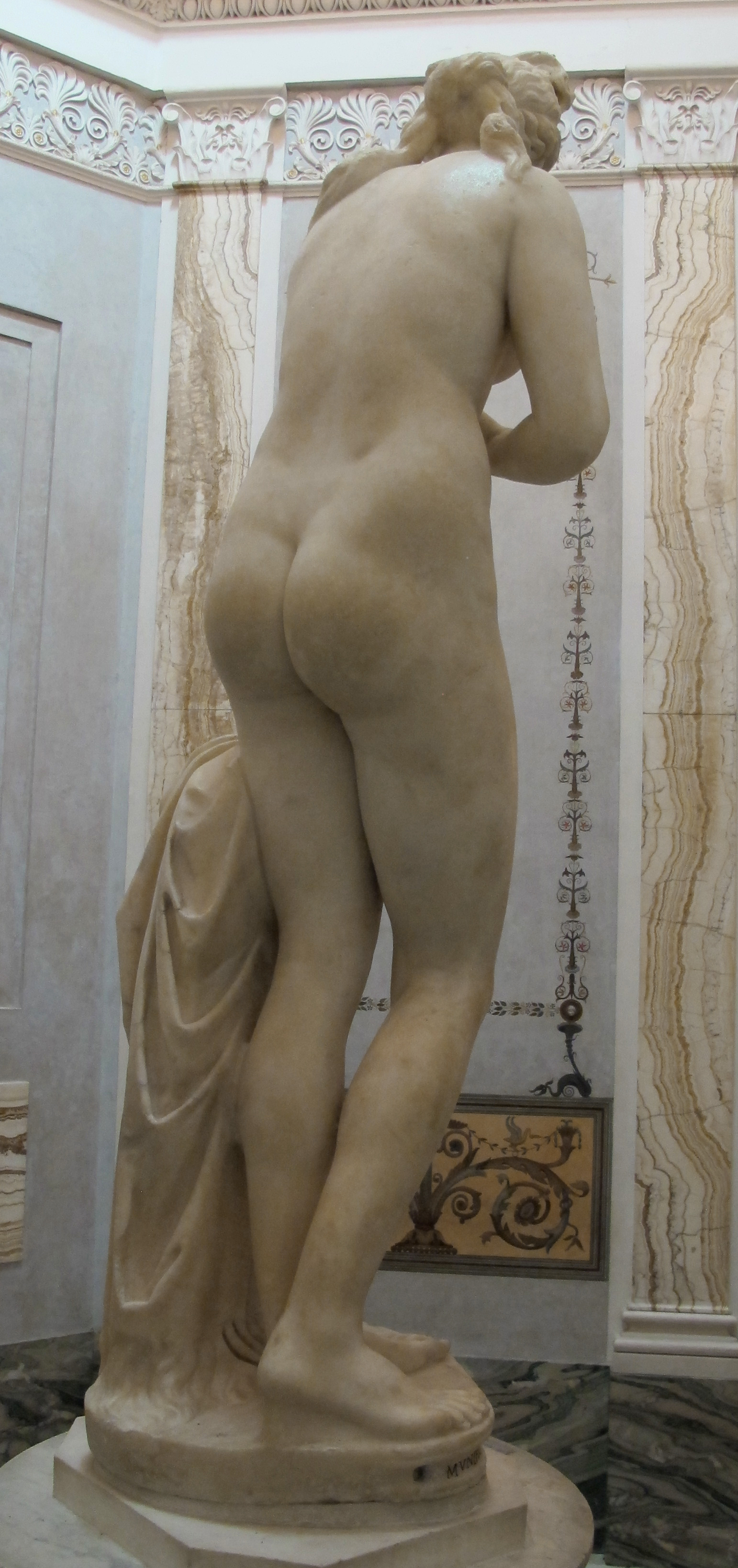
achteraanzicht
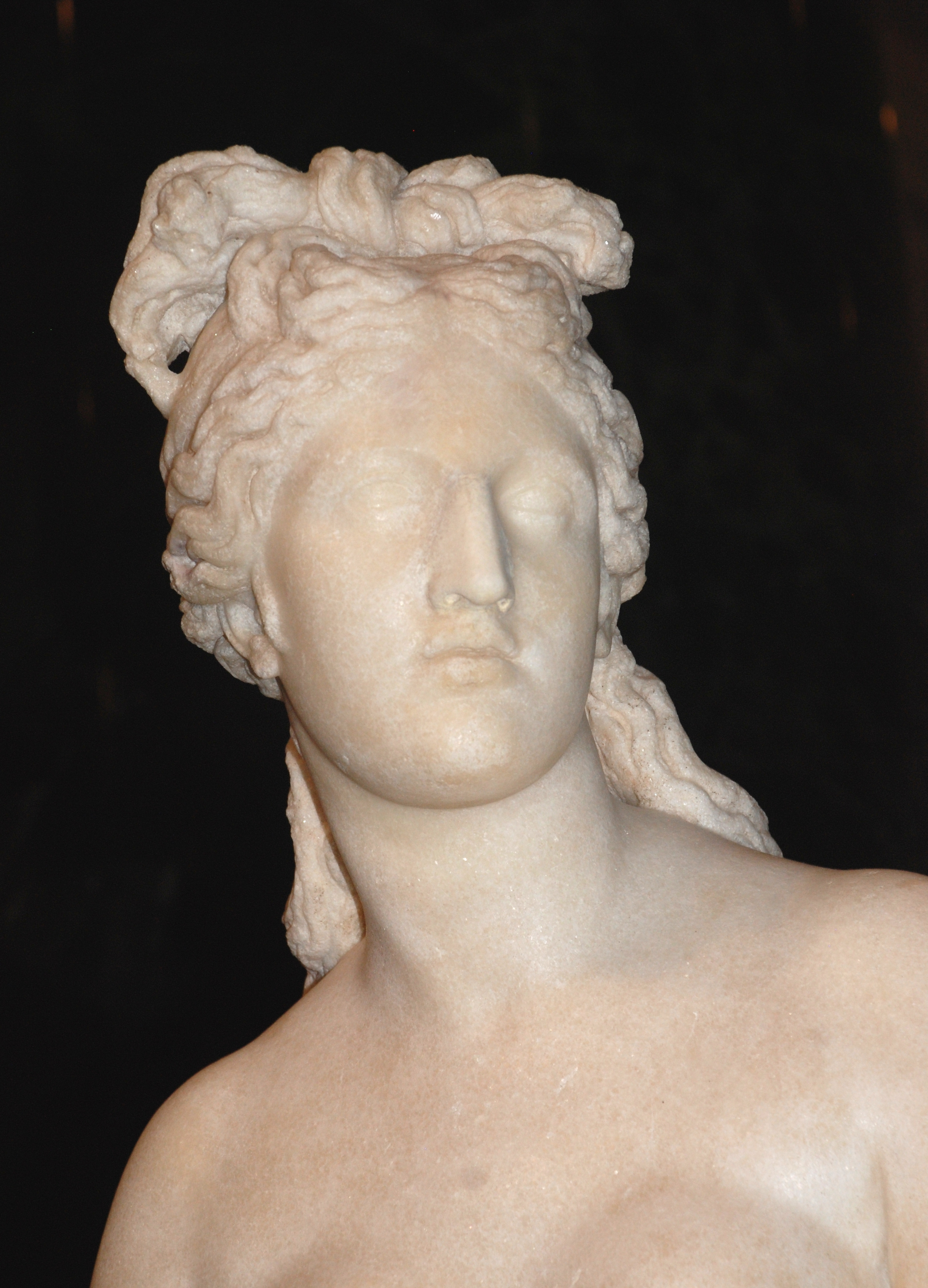
detail
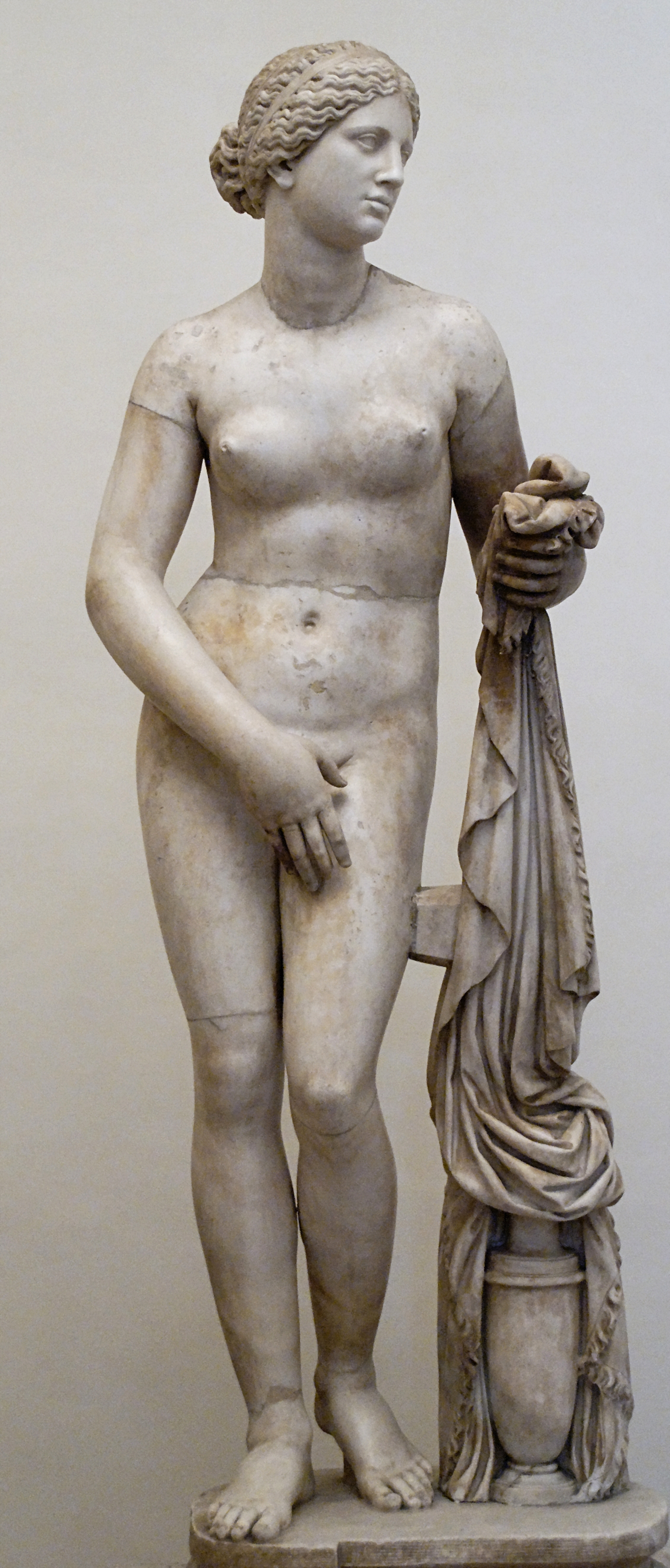
Romeinse kopie van de Aphrodite van Cnidus
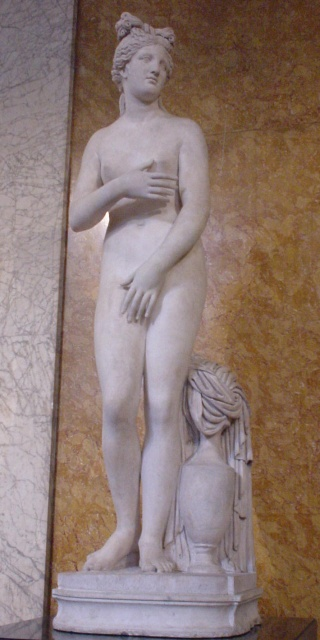
Campo Iemini Venus
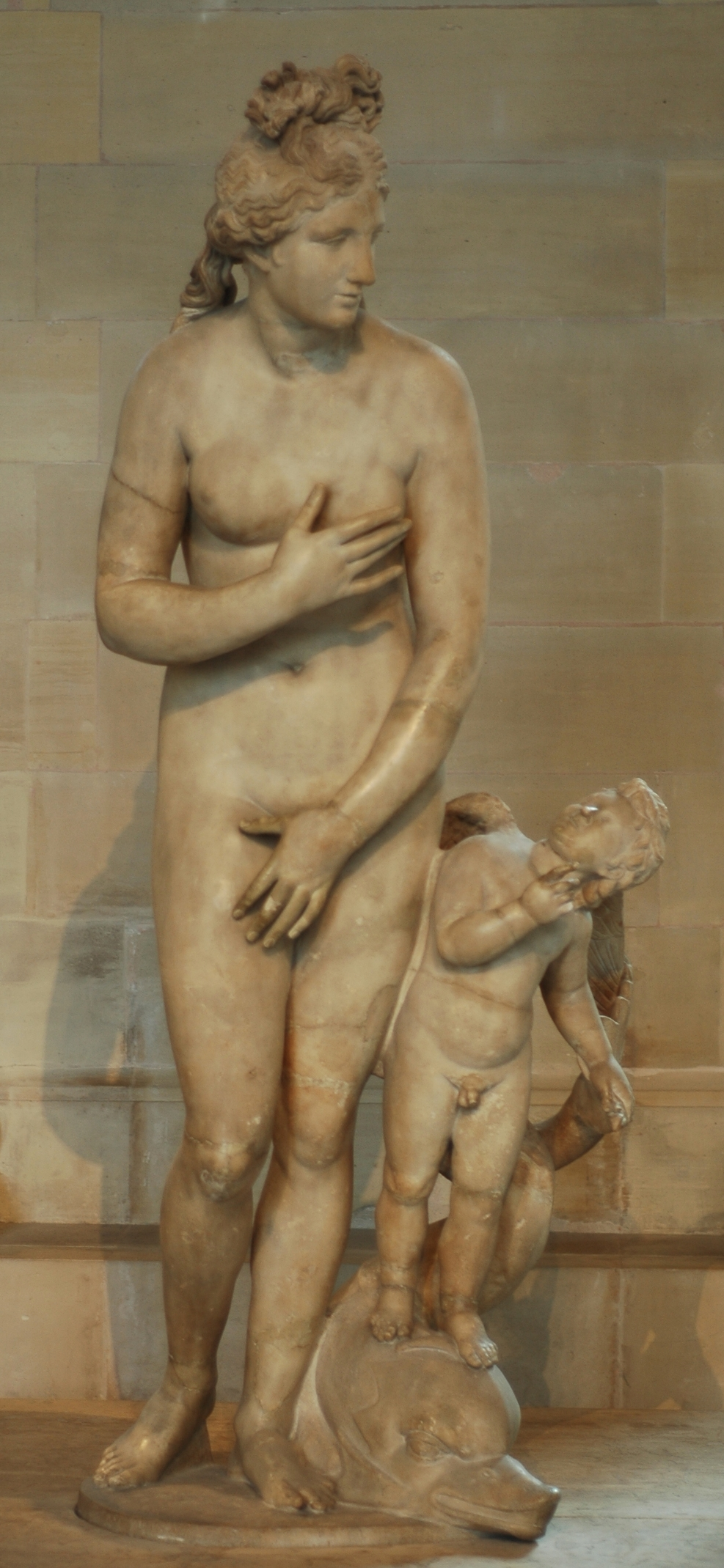
Borghese Venus (Inv. Ma 335)
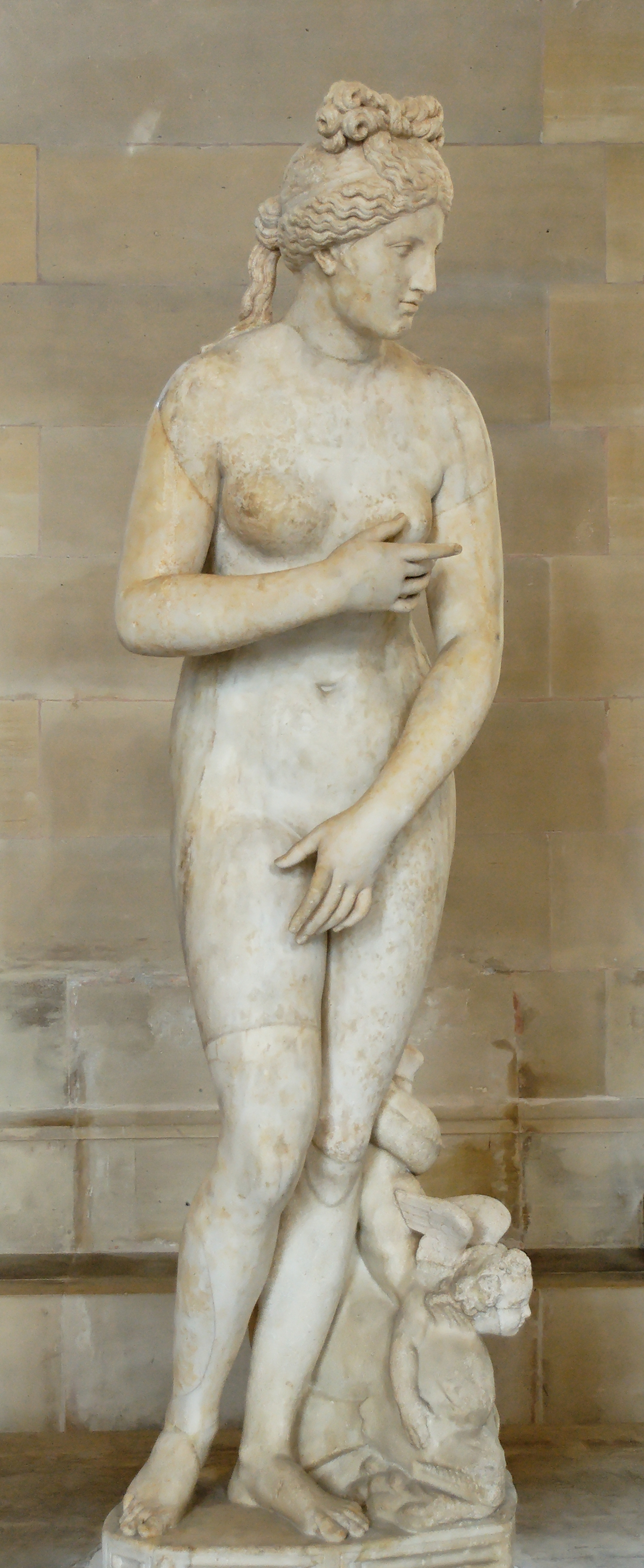
Tweede variant uit het Louvre (Inv. Ma 336)